# Twashuka (Luanshya)
Twashuka è un ward dello Zambia, parte della Provincia di Copperbelt e del Distretto di Luanshya.